# Taoyuan (shì)
Taoyuan (traditioneel Chinees: 桃園; vereenvoudigd Chinees: 桃园; pinyin: Táoyuán) is een stad en sinds 2014 stadsprovincie in Taiwan. Bij de volkstelling van 2020 had de stad 2,4 miljoen inwoners op een oppervlakte van 1.221 km². De agglomeratie ’Greater Taipei Area’, waartoe Taoyuan behoort, telt 9,8 miljoen inwoners.
Taoyuan is bekend wegens de Internationale luchthaven Taiwan Taoyuan, de belangrijkste luchthaven op Taiwan. Sinds 2017 beschikt Taoyuan over een metro, die het vliegveld direct met de metropool Taipei verbindt.
De Volksrepubliek China ziet Taoyuan als deel van haar eigen provincie Taiwan, hoewel de Republiek China Taoyuan in 2014 uit haar provincie Taiwan heeft losgemaakt; sindsdien is het een aparte stadsprovincie.